# Nigar Nəsirova
Nigar Nəsirova –también escrito como Nigar Nasirova– (Bakú, URSS, 16 de septiembre de 1987) es una deportista azerbaiyana que compite en tiro, en la modalidad de pistola.
Ganó dos medallas en el Campeonato Mundial de Tiro, en los años 2022 y 2023, y una medalla de bronce en el Campeonato Europeo de Tiro en 10 m de 2017.

## Palmarés internacional
| Campeonato Mundial | Campeonato Mundial  | Campeonato Mundial | Campeonato Mundial    |
| Año                | Lugar               | Medalla            | Prueba                |
| ------------------ | ------------------- | ------------------ | --------------------- |
| 2022               | El Cairo (Egipto)   | Medalla de bronce  | Pistola 50 m          |
| 2023               | Bakú (Azerbaiyán)   | Medalla de oro     | Pistola de fuego 25 m |
| Campeonato Europeo |                     |                    |                       |
| Año                | Lugar               | Medalla            | Prueba                |
| 2017               | Maribor (Eslovenia) | Medalla de bronce  | Pistola 10 m mixto    |